# Prachovice
Prachovice là một làng thuộc huyện Chrudim, vùng Pardubický, Cộng hòa Séc.